# Tokajík
Tokajík és un poble i municipi d'Eslovàquia. Es troba a la regió de Prešov, al nord del país.

## Història
La primera referència escrita de la vila data del 1430.

## Demografia
| Godina             | 1994 | 2004    | 2014   | 2024   |
| ------------------ | ---- | ------- | ------ | ------ |
| Nombre de persones | 135  | 111     | 103    | 95     |
| Diferència         |      | −17,77% | −7,20% | −7,76% |

| Godina             | 2023 | 2024   |
| ------------------ | ---- | ------ |
| Nombre de persones | 96   | 95     |
| Diferència         |      | −1,04% |